# Vorratsveränderung
Vorratsveränderung ist in der Wirtschaft die Veränderung der Lagerbestände an Fertigerzeugnissen, Halbfabrikaten oder Roh-, Hilfs- und Betriebsstoffen.

## Allgemeines
Die Vorratsveränderung betrifft sowohl die Betriebswirtschaftslehre als auch die Volkswirtschaftslehre. Beiden ist gemeinsam, dass Vorratsveränderungen lediglich diejenigen Wirtschaftszweige betreffen, bei denen die Lagerhaltung und damit das Lagerrisiko eine Rolle spielt. Das ist insbesondere bei hoher Vorratsintensität der Fall. Vorratsveränderungen beruhen auf Bestandserhöhungen durch Lageraufbau oder Bestandsverminderungen durch Lagerabbau. Während der Lagerbestand eine Bestandsgröße darstellt, sind Lageraufbau, Lagerabbau und Vorratsveränderung Stromgrößen. Da Dienstleistungen nicht lagerfähig sind, zählen bei der Vorratsveränderung lediglich produzierte Güter.

## Betriebswirtschaftslehre
Vorratsveränderungen werden hier auch Bestandsveränderungen genannt und wirken sich auf das Lagerrisiko aus. Erhöht sich der Lagerbestand, steigt das Lagerrisiko und umgekehrt. In der Gewinn- und Verlustrechnung zeigt sich die Vorratsveränderung gemäß § 275 Abs. 2 Nr. 2 HGB wie folgt:
```
   
Umsatzerlöse

   + Erhöhung des Bestands an fertigen und unfertigen Erzeugnissen
   - Verminderung des Bestands an fertigen und unfertigen Erzeugnissen
   + andere aktivierte 
Eigenleistungen

   = 
Gesamtleistung
```

Die Umsatzerlöse betreffen die aus dem Verkauf von Gütern in einer Rechnungsperiode erzielten Erlöse. In diesen Umsatzerlösen können sich auch Produkte befinden, die bereits in vorherigen Rechnungsperioden hergestellt, aber noch nicht verkauft wurden. Hierfür gibt es den Korrekturposten „Bestandsveränderungen“, der die Lagerhaltung berücksichtigt. Wurden Produkte im Vorjahr hergestellt, zunächst auf Lager genommen und erst im laufenden Jahr verkauft, so verschleiern sie das periodengerechte Ergebnis und werden – für die Zwecke der periodengerechten Ermittlung der Gesamtleistung – als Bestandsverminderung von den Umsatzerlösen abgezogen. Sie haben im laufenden Jahr keine Kosten verursacht. Werden umgekehrt Produkte im laufenden Jahr hergestellt, aber nicht verkauft, so werden sie als Bestandserhöhung addiert, weil ihre Herstellkosten zu berücksichtigen sind.

## Volkswirtschaftslehre
Vorratsveränderungen umfassen die Output-Vorratsveränderung (halbfertige und fertige eigene Produkte) und die Input-Vorratsveränderung (Vorprodukte und Handelswaren). Ein Lageraufbau erfolgt bei Überproduktion etwa wegen Überkapazitäten, Nachfragelücken oder Angebotsüberhang, einem Lagerabbau liegt eine Angebotslücke oder ein Nachfrageüberhang zugrunde. Lageraufbau oder Lagerabbau führen tendenziell zu Veränderungen der Marktpreise. Zu Beginn einer konjunkturellen Aufwärtsbewegung werden die Lagerbestände im Vorgriff auf zusätzliche künftige Nachfrage aufgestockt, im weiteren Verlauf werden die Lager in Abhängigkeit vom realisierten Absatz angepasst. Kommt es zu unerwarteten Nachfrageausfällen, so wachsen die Lagerbestände unerwartet an, und unter anderem aus diesem Grund werden für die Folgezeit die Lagerinvestitionen deutlich zurückgefahren, was mit einem konjunkturellen Zwischentief verbunden sein kann.
Die Vorratsveränderung wird als Differenz zwischen den Vorratsbeständen am Ende gegenüber dem Bestand am Anfang der Berichtsperiode ermittelt. Da sie sich statistisch kaum erfassen lässt, wird sie als Restgröße ermittelt:
{\displaystyle \mathrm {Vorratsver{\ddot {a}}nderungen} ={\text{Produktion}}-{\text{Absatzmenge}}}.
Die Bewertung dieser Bestände erfolgt zu Herstellungskosten. Der Wert der Vorratsveränderungen geht als Aggregat der Verwendungsrechnung in das Bruttoinlandsprodukt ein. Vorratsveränderungen können größer oder kleiner null sein (Lageraufbau oder Lagerabbau). Vorratsveränderungen sind Bestandteil mehrerer volkswirtschaftlicher Kennzahlen, so etwa der Nettowertschöpfung:
{\displaystyle {\text{Nettowertschöpfung}}={\text{Umsatzerlöse}}+{\text{Vorratsveränderung}}-{\text{Vorleistungen}}-{\text{Abschreibungen}}}.
Ausgangsgröße sind die Umsatzerlöse, denen die Vorratsveränderungen zugeschlagen werden, während Vorleistungen und Abschreibungen abzuziehen sind.